# Happy Meal
Das Happy Meal ist ein für Kinder zusammengestelltes Menü der Schnellrestaurantkette McDonald’s, bestehend aus Hauptmahlzeit, Beilage, Fruchtbeigabe und Getränk. Zudem wird stets ein Spielzeug zugegeben. In Deutschland wurde es 1988 als Junior-Tüte eingeführt. Seit April 1999 heißt es Happy Meal.

## Geschichte
Der Werbefachmann Dick Brams entwickelte in der Stolz Advertising Company (St. Louis) ein Konzept mit dem Namen McDonaldland Fun-To-Go. Das Produkt wurde in einigen McDonald’s-Restaurants verkauft.  Hierfür wurden einige Werbespots mit dem Maskottchen Ronald McDonald gedreht und veröffentlicht. Die ersten Spielzeug-Zugaben waren Figuren aus dem Arcadeklassiker Space Invaders.
Das Konzept wurde in der Folge umgearbeitet und umbenannt. Im Juni 1979 wurde das Menü in Kansas City erstmals unter dem Namen Happy Meal verkauft. Die Spielzeugreihe Circus Wagon Happy Meal wurde in Kansas City vertrieben, die Reihe McDonaldland Fun-To-Go in St. Louis. Die Käufer konnten zwischen dem Stift McDoodler, einem Puzzlebuch, einer Handgelenks-Geldbörse McWrist, einem Id-Armband oder einem Radierer McDonaldland Character wählen.
Im Dezember 1979 warb Happy Meal für den Spielfilm Star Trek: The Motion Picture mit dem Eigennamen Star Trek Meal. Ab 1980 enthielt das Happy Meal auch Disney-Spielzeuge. Zu den Serien aus der Zusammenarbeit mit Disney gehörten unter anderem die Happy Masterpiece Collection, das Bambi Happy Meal und The Little Mermaid Happy Meal.
Ab 1993 kaufte auch der McDonald’s-Konkurrent Burger King Disney-Lizenzen für den „Burger King Kids’ Club“.
2007 verlor McDonald’s schließlich komplett die Rechte an den Disney-Lizenzen, da der Vertrag nicht verlängert wurde. 

## Zusammensetzungen
Bei einem Happy Meal sind folgende Zusammensetzungen möglich:
- Hauptspeise: ein Hamburger, ein Cheeseburger oder vier Chicken bzw. Plant-based McNuggets
- Beilage: eine kleine Portion Pommes frites oder ein Beilagensalat („Snack Salat Classic“)
- Getränk: eine Bio-Schorle Apfel-Birne, eine Capri-Sun, ein Wasser oder ein Orangensaft
- Frucht-Kick: eine Portion geschnittener Äpfel („Bio-Apfeltüte“), eine Tüte Frucht-Püree („Frucht-Quatsch“) oder ein Wassereis („McFreezy“)
- ein Spielzeug oder ein Buch